# My Strange Addiction
«My Strange Addiction» (estilizado minúsculas) es una canción de la cantante estadounidense Billie Eilish de su álbum de estudio debut, When We All Fall Asleep, Where Do We Go? (2019). Fue escrita y producida por su hermano Finneas O'Connell. La canción ha recibido certificación platino en Canadá y logró alcanzar el puesto número 43 en el Billboard Hot 100 de Estados Unidos, al igual que logró posicionarse en el puesto número 12 en Australia, 21 en Canadá y Nueva Zelanda, 39 en Noruega, 46 en Suecia, 51 en Países Bajos y en el 100 en Italia.

## Antecedentes
El título de la canción se refiere al reality show televisivo del mismo nombre. Eilish ha declarado previamente que ella es una "superfan" del programa de televisión estadounidense The Office, lo cual puede haber sido la razón por la cual las citas del episodio "Threat Level Midnight" se muestrean a lo largo de la canción.

## Créditos y personal
Créditos adaptados de Tidal.
- Billie Eilish - voz
- Finneas O'Connell - productor, compositor
- Casey Cuayo - asistente de mezcla, personal de estudio
- John Greenham - ingeniero de masterización, personal de estudio
- Rob Kinelski - mezclador, personal de estudio

## Certificaciones
| País   | Organismo certificador | Certificación | Ventas certificadas | Ref.  |
| ------ | ---------------------- | ------------- | ------------------- | ----- |
| México | AMPROFON               | Oro           | 30,000              | [ 1 ] |